# Cuento del sacerdote y su ayudante Balda

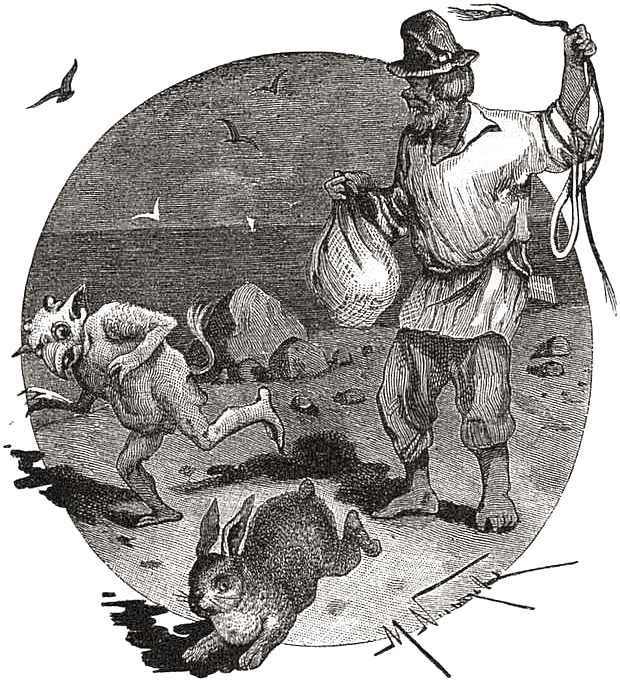
Cuento del sacerdote y su ayudante Balda. 1889 Alexei Stupin ed.

El "cuento del sacerdote y su ayudante Balda" (en ruso: «Сказка о попе и о работнике его Балде», romanizado: Skazka o pope i o rabotnike yevo Balde) es un cuento de hadas en verso de Aleksandr Pushkin. Pushkin escribió el cuento el 13 de septiembre de 1830 mientras se encontraba en Boldino. Se basa en un cuento popular ruso que Pushkin recopiló en Mikhaylovskoye desde el principio. El cuento del sacerdote y de su obrero Balda consta de 189 versos sumamente variados que van de tres a catorce sílabas pero que riman en pareados. En el verano de 1831, Pushkin le leyó el cuento a Nikolái Gógol, a quien le gustó mucho. El cuento fue publicado póstumamente por Vasili Zhukovski en 1840 con modificaciones considerables debido a la censura; el personaje del sacerdote fue reemplazado por un comerciante.

## Resumen de la trama
El poema trata sobre un sacerdote ortodoxo ruso perezoso que deambula por un mercado en busca de un trabajador barato. Allí conoce a Balda (Балда en ruso significa estúpido o simplón o persona no muy seria) que acepta trabajar durante un año sin paga, excepto que se le permite golpear al sacerdote tres veces en la frente y cocinar espelta como alimento. El cura, tacaño, está de acuerdo. Pero luego, después de tener la oportunidad de observar a Balda en el trabajo, ve que no solo es muy paciente y cuidadoso, sino también muy fuerte. Eso preocupa mucho al sacerdote y comienza a darle a Balda misiones imposibles de cumplir.
El sacerdote le pide a Balda que cobre una deuda inventada de los demonios del mar. Balda perturba el mar con una cuerda y obliga a salir al líder de los demonios, un "viejo bies". Él acepta pagar la deuda si Balda derrota a su nieto corriendo y cargando peso. Balda engaña a los "pequeños Bies", primero consiguiendo una liebre, a la que proclama que es su "hermano menor" para que corra en su lugar, y luego "llevando" un caballo entre sus dos patas montando sobre ella.
La historia termina cuando Balda le da al sacerdote tres golpes en la frente, lo que hace que el sacerdote pierda la cabeza. La última línea es: "No deberías haberte ido corriendo tras lo barato".

## Adaptaciones
- 1933-1936 - La Historia del Sacerdote y de su Trabajador Balda, URSS, película animada de Mikhail Tsekhanovsky, y la banda sonora superviviente de Dmitri Shostakóvich
- 1940 - La Historia del Sacerdote y de su Trabajador Balda, URSS, película de animación tradicional de Panteleymon Sazonov.[1]
- 1956 - La Historia del Sacerdote y de su Trabajador Balda, URSS, película de animación en stop motion de Anatoly Karanovich.[2]
- 1973 - La Historia del Sacerdote y de su Trabajador Balda, URSS, película de animación tradicional de Inessa Kovalevskaya.[3]

## Protestas por la representación del sacerdote
El 5 de octubre de 2006, Sophia Kishkovsky informó en The New York Times que "en la ciudad norteña de Syktyvkar, el Teatro Estatal de Ópera y Ballet de la República de Komi, una región que alguna vez fue notoria como centro del sistema de campos de prisioneros, o Gulag, recientemente realizó una presentación conmemorativa de 'El cuento del sacerdote y su trabajador Balda'... después de que la diócesis local se opusiera a la representación del sacerdote en la obra". La producción resultante se "redujo a una serie de números..., ninguno de los cuales incluía al sacerdote".
También hubo un conflicto sobre asuntos similares en el Teatro de Ópera y Ballet de Dnepropetrovsk en la temporada de Navidad y Año Nuevo de 2006/2007. Lea sobre esto en ruso en www.orthodoxy.org.ua.